# Listă de actrițe - A
|  | Listă de actrițe \| \| Listă de actrițe - A \| Liste alfabetice de actori și actrițe \| Listă de actori A - B - C - D - E - F - G - H - I - J - K - L - M - N - O - P - Q - R - S - T - U - V - W - X - Y - Z |

## Actrițe - A
| - Maya Ababadjani (* 1984) - Doris Abeßer (* 1935) - Victoria Abril (* 1959) - Brooke Adams (* 1949) - Edie Adams (1927 - 2008) - Maud Adams (* 1945) - Mary Kay Adams (* 1962) - Isabelle Adjani (* 1955) - Jenny Agutter (* 1952) - Anouk Aimée (* 1932) - Jessica Alba (* 1981) - Lola Albright (* 1921) - Gracie Allen (1902 - 1964) - Joan Allen (* 1956) - Karen Allen (* 1951) - Nancy Allen (* 1950) - Kirstie Alley (* 1951) - Sarah Alles (* 1986) | - June Allyson (1917 - 2006) - Adrienne Ames (1907 - 1947) - Charlotte Ander (1902 - 1969) - Helga Anders (1948 - 1986) - Gillian Anderson (* 1968) - Judith Anderson (1898 - 1992) - Pamela Anderson (* 1967) - Fern Andra (1894 - 1974) - Ursula Andress (* 1936) - Julie Andrews (* 1935) - Heather Angel (1909 - 1986) - Pier Angeli (1932 - 1972) - Jennifer Aniston (* 1969) - Francesca Annis (* 1944) - Karin Anselm (* 1940) - Susan Anspach (* 1939) - Laura Antonelli (* 1941) | - Carmen-Maja Antoni (* 1945) - Gabrielle Anwar (* 1970) - Christina Applegate (* 1971) - Anne Archer (* 1947) - Fanny Ardant (* 1949) - Asia Argento (* 1975) - Arletty (1898 - 1992) - Lissy Arna (1899 - 1964) - Sussanah Maria Arne (1714 - 1766) - Françoise Arnoult ( ? ) - Patricia Arquette (* 1968) - Rosanna Arquette (* 1959) - Jean Arthur (1900 - 1991) - Jane Asher (* 1946) - Mary Astor (1906 - 1987) - Jeanne Aubert (1906 - 1988) - Stéphane Audran (* 1932) - Barbara Auer (* 1959) - Claudine Auger (* 1942) |

## Actori
|  | Listă de actori \| \| Listă de actrițe \| Liste alfabetice de actori și actrițe \| Listă de actori A - B - C - D - E - F - G - H - I - J - K - L - M - N - O - P - Q - R - S - T - U - V - W - X - Y - Z |